# أبو كوني
أبو بكر كوني (بالفرنسية: Abou Kone)‏ الشهير بأبو كوني، لاعب كرة قدم عاجي، وديانته مسلم، ويلعب أبوكونيه الآن في نادي الكهرباء العراقي.

## مسيرته الاحترافية
بدأ في أكاديمية أي في (E.V.) ومنها انتقل إلى نادي أفريكا سبورتس عام 2003، انتقل بعدها إلى نادي مودينا الإيطالي لمدة 6 أشهر عام 2005، وانتقل بعدها لنادي النجم الساحلي التونسي عام 2006 سجل خلالها 8 أهداف في سبعة مباريات، ومنه لنادي القادسية عام 2007، وأعير لنادي الشباب الكويتي عام 2008 قبل أن ينتقل لنادي الإنتاج الحربي المصري في نفس العام، قضى فيه موسماً واحداً أحرز خلاله 6 أهداف، فاستقطبه نادي الزمالك مع بداية موسم 2010-2011 في صفقة بلغت قيمتها مليون ونصف المليون دولار، خاض 17 مباراة في بطولة الدوري وأحرز هدفاً واحداً من ضربة مقصية في مرمى حرس الحدود في الأسبوع الأول، ولعب مباراة واحدة في الكأس أما فريق بني عبيد في دور ال32، وأحرز ثلاثية في المباراة التي انتهت بنتيجة 6-0، أنتقل في موسم 2011-2012 لنادي طلائع الجيش.